# Walderschließung

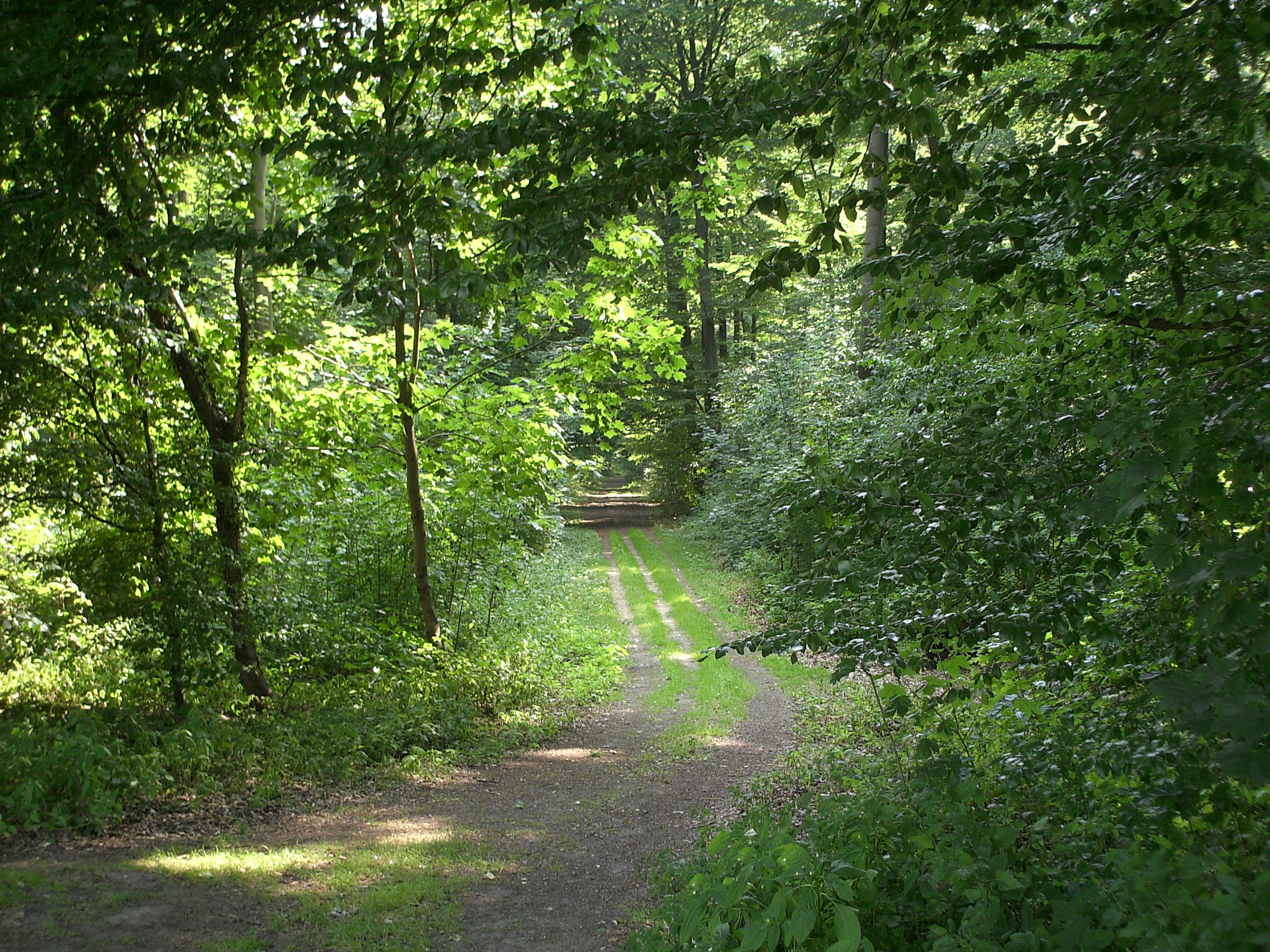
Waldweg

Walderschließung bezeichnet die Zugänglichmachung des Waldes durch Wege, um ihn für den Forstbetrieb oder für Dritte (z. B. Wanderer, Radfahrer oder Reiter) zugänglich zu machen. Zur Walderschließung gehören alle Anlagen, die den Transport von Menschen, Material und Geräten sowie von Forsterzeugnissen ermöglichen.
Die Basiserschließung erfolgt heute hauptsächlich durch Waldwege, die an öffentliche Verkehrswege angeschlossen sind. Eine zusätzliche Feinerschließung ermöglicht den Transport des geernteten Holzes bis an die Waldwege. Hierbei spielen Rückewege sowie Rücke- und Seilgassen wichtige Rollen. Bei der Auswahl des Verfahrens werden Boden- und Bestandsschutzaspekte wirtschaftlichen Aspekten gegenübergestellt.
Die Möglichkeiten der Walderschließung sind abhängig von den technischen Möglichkeiten nach dem Stand der Technik. In früheren Zeiten spielten Waldbahnen, Wasserläufe (siehe Flößerei), Riesen und Fuhrwerke wichtige Rollen für den Transport von Langholz. Brennholz wurde damals mit Pferdekarren, Handkarren oder Kiepe transportiert. Heute kommen in der Regel motorisierte Gespanne und bei großen Entfernungen auch Binnenschiffe für den Holzabtransport zum Einsatz.